# Spannenergie
Die Spannenergie {\displaystyle E_{\text{Spann}}} ist die Energie, die in einem Körper aufgrund dessen elastischer Verformung steckt. Sie ist eine Form der potentiellen Energie. Die Spannenergie gibt an, wie viel Arbeit beispielsweise beim Spannen einer Feder verrichtet wurde. Dies bedeutet, dass die Feder zusammengedrückt oder auseinandergezogen wurde. 

## Berechnung
Wenn eine Kraft {\displaystyle F(x)} entlang eines Weges {\displaystyle s} wirkt, so wird dabei die Arbeit {\displaystyle W} verrichtet, die der Spannenergie der Feder zugutekommt:
{\displaystyle E_{\text{Spann}}=W=\int _{0}^{s}F(x)\,{\text{d}}x}.
Die Einheit ist wie bei allen Energieformen:
{\displaystyle \left[E_{\text{Spann}}\right]=1\,{\text{Nm}}=1\,{\text{J}}} (Newtonmeter bzw. Joule)

### Ideale Schraubenfeder
Wird eine ideale Feder gespannt, so ist die aufgewendete Kraft nach dem Hookeschen Gesetz proportional zur Auslenkung {\displaystyle s} der Feder aus der (entspannten) Ruhelage:
{\displaystyle F=D\cdot s}
mit der Federkonstante {\displaystyle D} (manchmal auch mit {\displaystyle k} oder {\displaystyle c} bezeichnet), der Proportionalitätskonstante aus dem Hookeschen Gesetz; sie trägt die Einheit
{\displaystyle [D]=1{\frac {\text{N}}{\text{m}}}}
Einsetzen liefert:
{\displaystyle E_{\text{Spann}}={\frac {1}{2}}Ds^{2}}
Schraubenfedern sind in guter Näherung über weite Bereiche ideale Federn.
Für andere elastische Körper (z. B. Gummibänder) gilt das Gesagte in der Regel jedoch nicht.

### Ideale Drehfeder
Für Drehfedern gilt analog:
{\displaystyle E_{\text{Spann}}={\frac {1}{2}}D^{\ast }\varphi ^{2}}
mit
- dem Direktionsmoment {\displaystyle D^{\ast }}
- dem Auslenkungswinkel {\displaystyle \varphi }.